# Харків-Сортувальний (локомотивне депо)
Локомоти́вне депо́ «Харків-Сортувальний» (ТЧ-10) — одне з 10 основних локомотивних депо Південної залізниці. Розташоване на однойменній станції у Холодногірському районі міста Харкова.

## Історичні відомості
Засноване як паровозне 1915 року. З 1960-х років обслуговує тепловози.
Насьогодні обслуговує тепловози ЧМЕ3.
20 січня 2017 року в локомотивному депо «Харків-Сортувальний» було відкрито незвичайний музей у вантажному вагоні, 1957 року виготовлення. Урочисте відкриття вирішили провести саме в січні, тому що вагон побудований 15 січня 1957 року, тобто йому виповнилося 60 років. 